# Daluana
Daluana är ett släkte av insekter. Daluana ingår i familjen dvärgstritar.
Kladogram enligt Catalogue of Life:
| Daluana | \| \| Daluana bhubaneswarensis \| \| \| \| \| \| Daluana spinosa \| \| \| \| |
|         | \| \| Daluana bhubaneswarensis \| \| \| \| \| \| Daluana spinosa \| \| \| \| |
|         | Daluana bhubaneswarensis                                                     |
|         |                                                                              |
|         | Daluana spinosa                                                              |
|         |                                                                              |